# Museu da Imigração (Santa Bárbara d’Oeste)

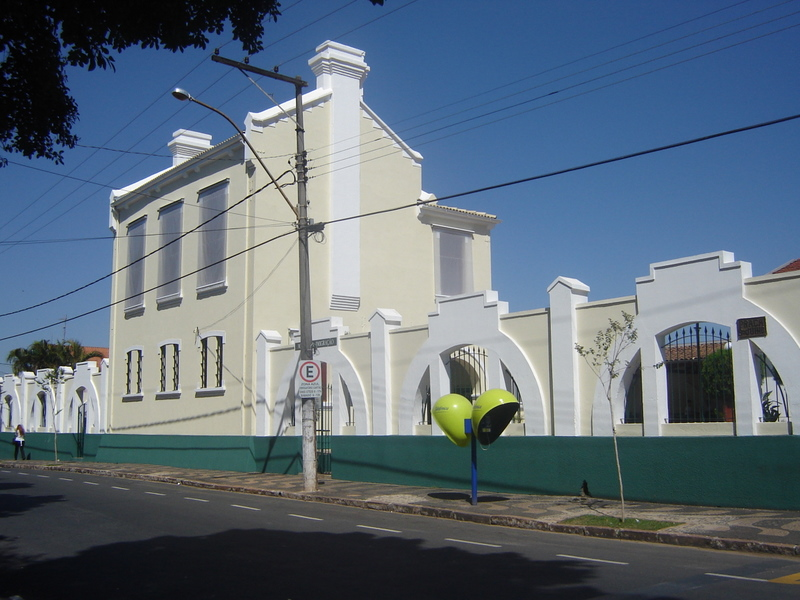
Museumsansicht, 2008

Das Museu da Imigração in Santa Bárbara d’Oeste, Brasilien, ist ein Migrationsmuseum, das im Januar 1988 gegründet wurde.
Tausende von Weißen aus den Südstaaten der Vereinigten Staaten flohen nach dem Amerikanischen Bürgerkrieg nach Brasilien, wo sie die Städte Americana und Santa Bárbara d’Oeste gründeten. Im Museum wird hauptsächlich zur nordamerikanischen Einwanderung in die Gegend um Santa Bárbara d’Oeste ausgestellt.

## Weblink
- Museu da Imigração - Santa Bárbara d’Oeste auf Museus.br